# Rhynchophalerina
Rhynchophalerina is een geslacht van vlinders van de familie tandvlinders (Notodontidae), uit de onderfamilie Notodontinae.

## Soorten
- R. caudata Kiriakoff, 1967
- R. inexpectata Kiriakoff, 1969